# Mike Smith (animateur)
Pour les articles homonymes, voir Mike Smith (homonymie) et Smith.
 (février 2024).
Si vous disposez d'ouvrages ou d'articles de référence ou si vous connaissez des sites web de qualité traitant du thème abordé ici, merci de compléter l'article en donnant les références utiles à sa vérifiabilité et en les liant à la section « Notes et références ».
Michael Anthony Smith, né le 23 avril 1955 et mort le 1er août 2014, est un animateur, réalisateur et producteur britannique d'origine américain. 

## Biographie
Il décide de changer pour Mike après avoir emménagé au Royaume-Uni. Il est mieux connu pour s'être impliqué dans des séries d'animation, avec Genndy Tartakovsky et Craig McCracken sur Cartoon Network incluant Le Laboratoire de Dexter, Les Supers Nanas, Samouraï Jack, Star Wars: Clone Wars, et Sym-Bionic Titan. En 2012, Smith a créé, réalisé, scénarisé et produit Mickey Mouse.
Il a étudié dans le programme d'animation de personnages au California Institute of Arts. Son père, Oliver Smith, était directeur artistique de la série Tortues Ninja : Les Chevaliers d'écaille de 1987 à 1990.